# Бустилат
Бустилат — синтетичний клей, призначений для приклеювання шпалер, килимових покриттів, азбестоцементних і деревоволокнистих плит, керамічних та полімерних плиток, лінолеуму.
Розроблений в СРСР в 1960-х роках фахівцями НДІ Мосбуду.
До складу бустилату входять латекс, крейда, загусник карбоксиметилцелюлоза (КМЦ), вода, консервант і спеціальні добавки. Бустилат являє собою сірувато-білу масу сметаноподібної консистенції. Щільність клею близько 1,27 кг/л.
На даний час виробляються кілька різновидів бустилату: «Бустилат-М», «Бустилат-Н», «Бустилат-Д-Супер», «Бустилат Омега».